# Zbraslav slot
Zbraslav slot er et slot beliggende i bydelen Zbraslav i Prag i Tjekkiet. Slottet er beliggende ca. 10 km syd for Prags centrum. Slottet blev oprindeligt grundlagt som et kloster i 1297.
Zbraslav slot indeholder i dag det tjekkiske nationalgalleris afdeling for asiatisk kunst. Slotsparken benyttes bl.a. til udstilling af skulpturer.
49°58′41″N 14°23′31″Ø / 49.97792°N 14.39194°Ø